# Dendi (Songhai-Sprache)
Dendi (auch Dandawa) ist eine in Benin und in Nigeria gesprochene Songhai-Sprache. 
Sie ist in Benin in den Departements Atakora und Borgou mit circa 450.000 Sprechern (Stand 2010) und in Nigeria im Bundesstaat Kebbi in den Local Government Areas (Verwaltungsbezirken) Argungu und Bagudo mit circa 2050 Sprechern (Stand 2000) verbreitet.
Dendi wird in der lateinischen Schrift geschrieben.
Dendi ist die Sprache der ethnischen Gruppe Dendi aus der Landschaft Dendi.